# Arctia vidua
Arctia vidua là một loài bướm đêm thuộc phân họ Arctiinae, họ Erebidae.